# Người băng Ötzi
Người băng Ötzi (viết telex ASCII là Oetzi), Người băng Đức, và Similaun Mummy là các tên hiệu hiện đại đặt cho một xác ướp tự nhiên được bảo quản rất tốt của một người đàn ông từ khoảng năm 3300 TCN, được tìm thấy năm 1991 tại một sông băng ở Ötztal Alps, gần biên giới giữa Áo và Ý.